# Domina Percipia
Domina Percipia est une figure fondatrice de la lignée des Mévouillon. 

## Biographie
La majorité des historiens considèrent qu'elle est la souche de la famille de Mévouillon. Toutefois, son époux n'est pas connu et fait l'objet de débats.
Ripert-Monclar (1907), dans ses annotations du Cartulaire de la commanderie de Richerenches, considérait que Percipia comme la fille probable de Raimbaud, mère de Ripert, évêque de Gap, et nièce de Féraud, évêque de Gap (1034-1040). Elle aurait épousé ainsi épousé « Geoffroi ou Isnard, fils d'Isnard de Volonne et de Dalmace ». Pour Jean-Pierre Poly (Lignées et domaines en Provence, 1972) ou encore Marie-Pierre Estienne (2004, 2008), elle pourrait être l'épouse de Laugier II, fils de Pons III, petit-fils de Pons II.
Magnani (1999) conclue qu'« Aucune de ses hypothèses ne peut être confirmée par la documentation, mais il est presque certain, d'après le recoupement des domaines, que les Mévouillon sont apparentés à l'évêque Féraud et à sa famille ».

## Famille
D'après le Cartulaire de Saint-Victor de Marseille (CSV n° 730) , elle a quatre fils :
- Laugier III de Medillone (1060)[4].
- Ripert Methulensis (1087), évêque de Gap (1053-1061)[4], considérer comme ancêtres de la lignée des Raymond de Mévouillon, considérée comme branche aînée de la dynastie des Mévouillon.
- Raimbaud.
- Hugues Metullionis (1087)[4].

## Postérité
Le village de Le Poët-en-Percip a adopté son suffixe en-Percip, parce qu'elle y aurait vécu.